# Lacera capella
Lacera capella là một loài bướm đêm trong họ Erebidae.